# Лібухова
Лібухова (Любухова, раніше також Максимівка) — село в Україні, у Самбірському районі Львівської області. Населення становить 306 осіб. Орган місцевого самоврядування — Хирівська міська рада.

## Назва
Оригінальна назва села — Любухова. Село перейменовано на Максимівку в післявоєнний час у зв'язку з тим, що поблизу Любухови вояками УПА в бою було вбито офіцера НКВД Максимова.
3 червня 2008 року Львівська обласна рада ухвалила рішення Звернутися з поданням до Верховної Ради України щодо перейменування села Максимівка на село Лібухова.
19 травня 2016 року ВРУ прийняла постанову, згідно з якою селу повернуто історичну назву Лібухова.

## Історія
15 червня 1934 р. село передане з Самбірського повіту до Добромильського.

## Географія
Селом тече річка Лібухівка.

## Населення
Згідно з переписом УРСР 1989 року чисельність наявного населення села становила 343 особи, з яких 159 чоловіків та 184 жінки.
За переписом населення України 2001 року в селі мешкало 306 осіб. 100 % населення вказало своєю рідною мовою українську мову.

## Особистості
Іван Терлецький — кулеметник УПА, політв'язень концтабору на Колимі, один з ініціаторів створення першої у Херсоні парафії УАПЦ.